# Casey Watson
Casey Watson – brytyjska pisarka. Porównywana do Cathy Glass. Prowadzi dom zastępczy dla skrzywdzonych dzieci z patologicznych rodzin. Debiutowała w 2011 roku książką Chłopiec, którego nikt nie kochał. Przedstawia ona historię ośmioletniego chłopca imieniem Alex, który po doświadczeniu przemocy domowej i zaniedbania trafia do rodziny zastępczej. Autorka, pełniąca rolę opiekunki zastępczej, opisuje proces wsparcia emocjonalnego i terapeutycznego, który ma na celu pomóc chłopcu w przezwyciężeniu traum i reintegracji społecznej. W ciągu 9 miesięcy w Wielkiej Brytanii sprzedano 125.000 egzemplarzy jej książek, utrzymują się one na listach bestsellerów.